# Massimo Cimino
Massimo Cimino (Nicastro, 6 agosto 1908 – Roma, 21 agosto 1991) è stato un astronomo, astrofisico e museologo italiano.

## Biografia
Figlio di Guido (1883-1978) e di Rosa Mauro De' Chiozzi (1886-1920), vive dapprima a Nicastro (oggi Lamezia Terme) e poi a Tripoli, dove il padre era stato nominato magistrato. Dopo la morte della madre per la pandemia di “spagnola”, il padre nel 1920 si trasferisce Roma con i quattro figli, si risposa con Maria De Vita (con la quale aumenta la famiglia di altre quattro figlie), continua per qualche anno la carriera come giudice e nel 1923 lascia la magistratura per aprire come avvocato uno studio legale. A Roma Massimo prosegue gli studi fino alla maturità nel Liceo Classico Torquato Tasso e si iscrive al corso di laurea in matematica. Per le vacanze torna spesso in Calabria e si racconta che, per seguire le tappe del Tour de France vinto da Costante Girardengo, si sia costruita una radio ricevente. Si sposa nel 1944 con Alessandra Angelucci (1910-1984) ed hanno due figli, Guido e Rosa Maria.

### Studi
Si laurea in Matematica con il massimo dei voti e la lode presso l'Università di Roma "La Sapienza" nel luglio del 1933, discutendo con Tullio Levi-Civita una tesi su alcuni aspetti della teoria della relatività. Questo lavoro merita la pubblicazione in due articoli nei Rendiconti dell'Accademia Nazionale dei Lincei e gli è assegnato il premio "Corsi" dell'Università di Roma.
Con una borsa di perfezionamento, frequenta come ricercatore l'Istituto Nazionale per le Applicazioni del Calcolo (1935-1939) diretto da Mauro Picone, e l'Istituto Nazionale di Alta Matematica (1939-1942) diretto da Francesco Severi; infine è incaricato di studi e ricerche presso l'Osservatorio Astronomico di Roma a Monte Mario (1940-1943) diretto da Giuseppe Armellini.

### Carriera universitaria
Conseguita nel 1942 la Libera Docenza in Astronomia, nel 1943 è nominato per concorso Aiuto astronomo nell'Osservatorio Astronomico di Roma. 
Nel 1945 assume l'incarico dell'insegnamento di Geodesia presso la Facoltà di Scienze matematiche, fisiche e naturali della "Sapienza" (che conserverà fino al 1961) e ottiene nel contempo (1949-1950) dal CNR una borsa di studio Fulbright di perfezionamento in Astronomia presso l'Osservatorio di Monte Wilson e l'Osservatorio di Monte Palomar (California).

Nel 1954 risulta tra i vincitori del concorso a cattedre di Astronomia e viene chiamato a insegnare questa disciplina dapprima nell'Università di Cagliari (1954-1956), poi nell’Università di Napoli (1956-1957) e infine dall’a.a. 1957-1958 nell’Università di Roma, dove è anche incaricato dell’insegnamento di Meccanica celeste, fino a quando andrà “fuori ruolo” nel 1978 e poi in pensione nel 1983 con il titolo di “professore emerito”. 

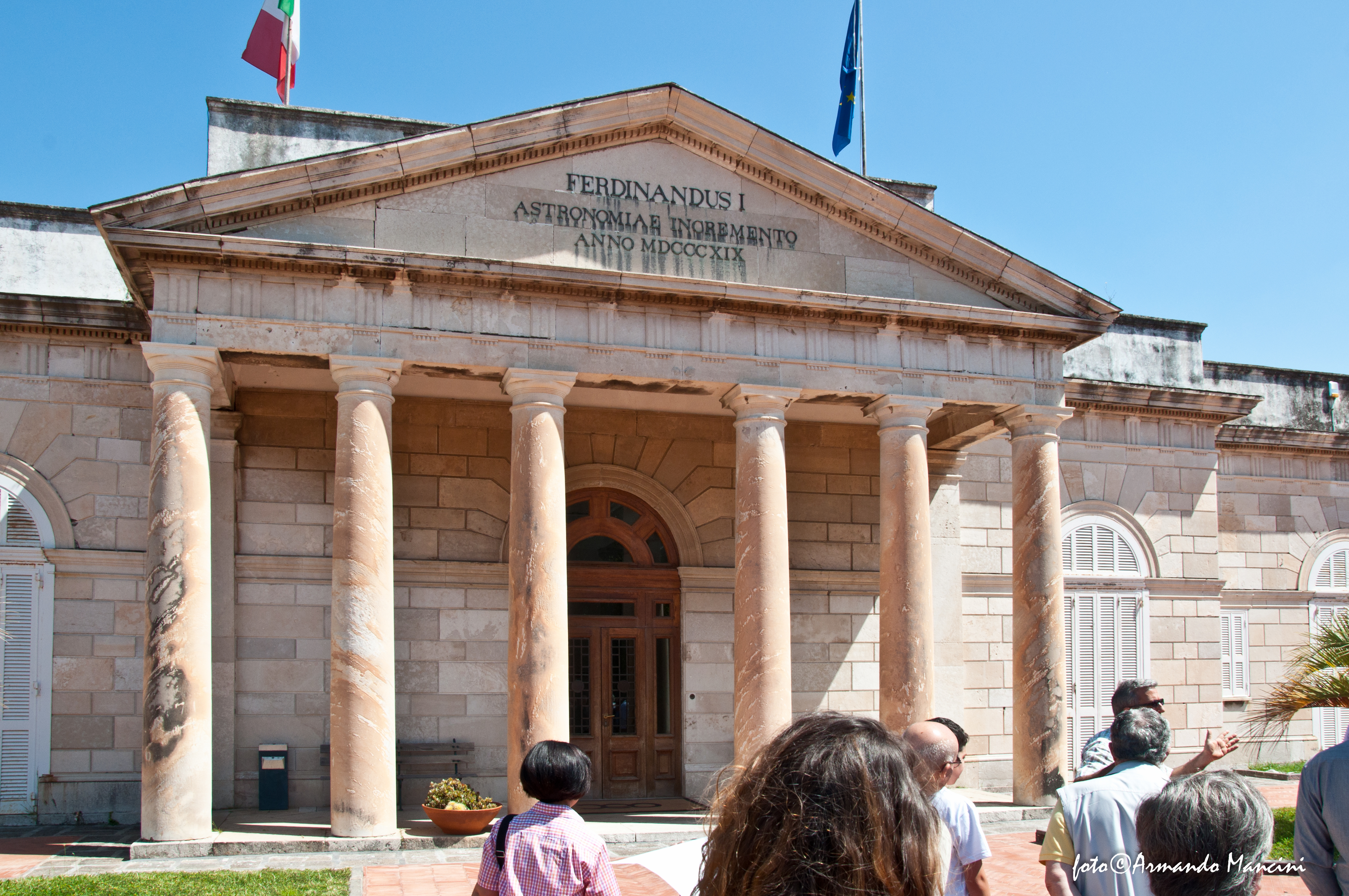
Napoli - Osservatorio astronomico di Capodimonte

### Attività scientifica
A Napoli è nominato Direttore dell'Osservatorio Astronomico di Capodimonte, che avvia a una rinnovata ricerca astrofica; e durante l’anno geofisico internazionale (1957-1958) collabora alla fondazione della Stazione Solare Svedese nell’isola di Capri. 
Tornato a Roma, è nominato direttore dell'Osservatorio Astronomico, che ristruttura nelle tre sedi di Monte Mario (Villa Mellini), Monte Porzio e Campo Imperatore, subentrando al suo maestro Armellini morto nel 1958 per un malore durante l'incendio che ha distrutto la cupola dell'Osservatorio.

Specialista in Astrofisica solare, a Monte Mario progetta e porta a termine i lavori per la costruzione della Torre Solare, la maggiore in Europa per lo studio dei campi magnetici solari.

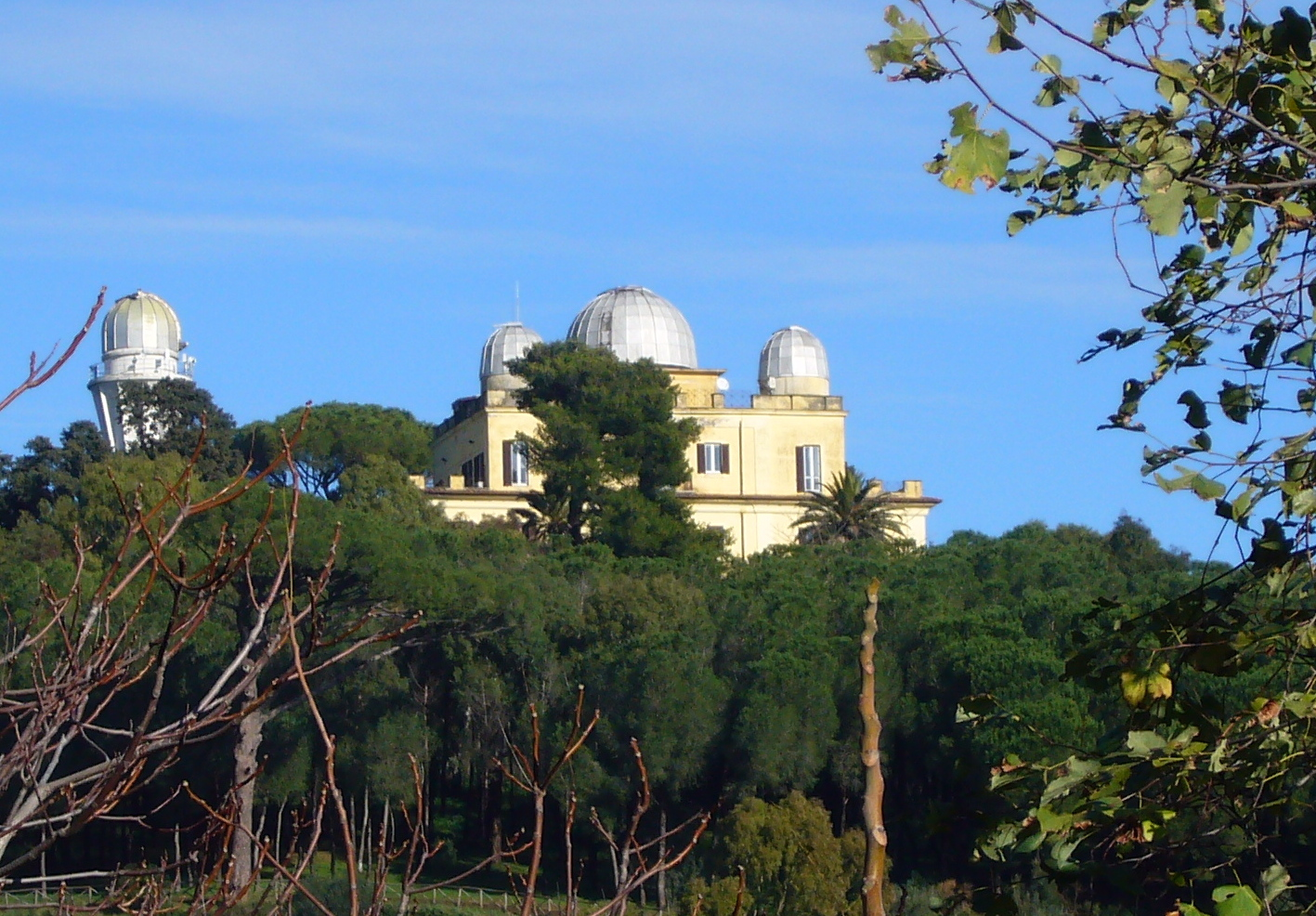
Osservatorio astronomico a Monte Mario

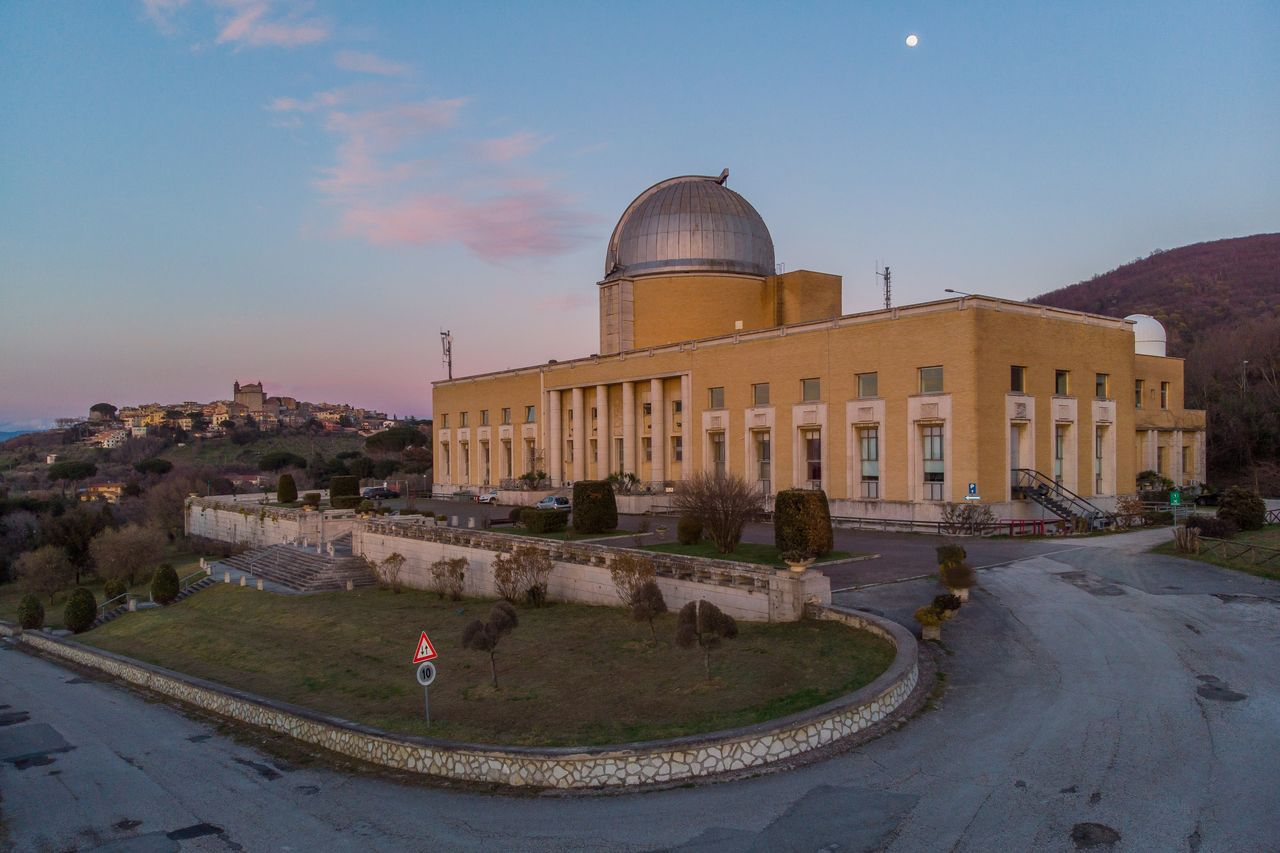
L'Osservatorio astronomico a Monte Porzio Catone

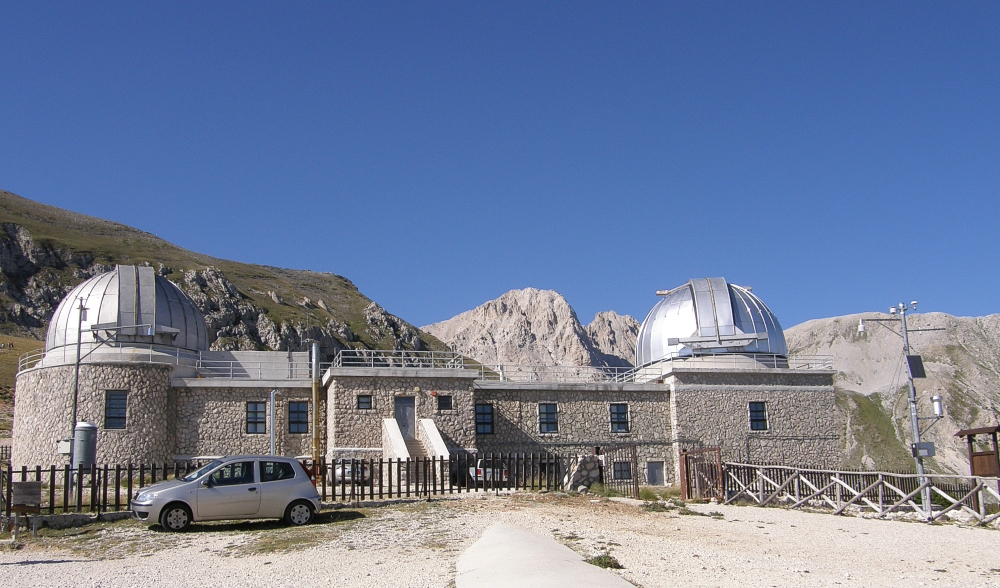
Stazione osservativa di Campo Imperatore

Parallelamente, promuove e organizza la ricostruzione dell'Osservatorio Astronomico di Monte Porzio Catone, semi-distrutto durante la guerra, e favorisce l’installazione in esso di una Stazione Astronomica del Reale Osservatorio di Edimburgo.
Progetta e realizza anche l’Osservatorio Astronomico di Campo Imperatore, sul Gran Sasso, nel quale colloca un telescopio Schmidt, il primo del genere in Italia, che gli consente di impostare un programma di studio e classificazione delle stelle più deboli, degli ammassi globulari e degli oggetti peculiari.
Organizza e dirige otto spedizioni scientifiche per osservare e studiare le eclissi solari: Khartum (Sudan, 1952), Imperia (Italia, 1961), Québec (Canada, 1963), Norvegia (1964), Saronida (Grecia, 1966), Bagé (Brasile,1966), Kurgan (Russia, 1968), Oaxaca (Messico, 1970).
Nel 1964 organizza a Roma un Simposio internazionale sul tema "Campi magnetici solari e spettroscopia ad alta risoluzione", in occasione del quinto centenario della nascita di Galileo Galilei, e cura la pubblicazione degli Atti (Firenze ,1966).
Cultore ed esperto di storia dell’Astronomia, recupera le antiche strumentazioni scientifiche custodite in casse, ne promuove il restauro e riapre il Museo Astronomico e Copernicano, annesso all'Osservatorio Astronomico di Roma. Nel 1966, alla Villa Farnesina dell'Accademia dei Lincei, in occasione del primo millenario del Cristianesimo in Polonia, cura e presenta la "Mostra dei cimeli copernicani".
Nel 1973, nel quinto centenario della nascita di Niccolò Copernico, organizza a Roma, in collaborazione con l’Accademia dei Lincei e con la Società Internazionale di Storia e Filosofia delle Scienze, il Convegno internazionale "Copernico e la cosmologia moderna". Contemporaneamente, inaugura il rinnovato Museo Astronomico e Copernicano, del quale ricorreva anche il primo centenario della fondazione.
Dal 1958 dirige e pubblica, con diffusione internazionale: i Contributi scientifici dell’Osservatorio Astronomico di Roma, III serie; il bollettino mensile Solar Phenomena; l’originale periodico mensile Photographic Journal of the Sun (dal 1968).
Socio dell'Accademia Nazionale dei Lincei, è anche membro dell’Unione Astronomica Internazionale, della International Academy of Astronautics, della Lunar Society, della Società Astronomica Italiana, dell'Unione matematica italiana, della Società Geofisica Italiana, della Associazione Italiana per il Calcolo numerico, della Società Internazionale di Storia e Filosofia delle Scienze, ed è presidente della Sezione di Astronomia e Geodesia della Società italiana per il Progresso delle Scienze.

### Scritti
La sua attività scientifica si svolge in vari campi dell’astronomia e dell’astrofisica, con la pubblicazione in periodici italiani e stranieri di oltre un centinaio di articoli e saggi, che trattano argomenti di analisi matematica, meccanica celeste (orbite planetarie) e teoria della relatività, astronomia classica, astrofisica teorica e astrofisica solare, strumentazione scientifica (Torre solare, Telescopio Schmidt), storia dell'astronomia. Le principali ricerche riguardano in particolare: la relatività applicata al sistema planetario; il calcolo delle orbite di piccoli pianeti; l’analisi matematica sul potenziale newtoniano e su equazioni alle derivate parziali; la rotazione solare; i profili di righe spettrali solari; la variazione dei diametri solari, con la scoperta per la prima volta di una variazione periodica del diametro apparente del sole; la teoria sugli ammassi stellari globulari; la struttura interna delle stelle; la costruzione di un originale filtro magnetico-ottico per lo studio dei campi magnetici solari.
Scrive anche testi universitari di Astronomia classica, Idrodinamica e Astrofisica solare per gli studenti della “Sapienza”. In campo storico, rivolge i suoi studi all’astronomia araba e all’opera di Copernico e di Galilei.
I suoi articoli scientifici sono raccolti in due ponderosi volumi conservati (oltre che dai familiari) nelle biblioteche: dell’Accademia dei Lincei, dell’Istituto di Matematica alla “Sapienza” e dell’Osservatorio Astronomico di Monte Porzio, in cui è stato creato un “Fondo Massimo Cimino” contenente, oltre ai suoi libri, anche suoi documenti e appunti manoscritti.
Tra i suoi lavori più significativi si possono segnalare:
- Sulla legge delle aree di un moto einsteiniano considerato nell’ordinario spazio euclideo, 1932.
- Una soluzione in grande del problema di Cauchy per una particolare equazione in tre variabili, ottenuta con un metodo di M. Picone, 1941.
- Teoria approssimativa del pianeta 165 Loreley, 1941.
- Sul comportamento asintotico degli integrali in una equazione della dinamica, 1943.
- Un’oscillazione ventiduennale del diametro solare, 1944.
- Determinazione spettroscopica del periodo di rotazione del Sole dalle righe del sodio,1946-1948.
- Sulla variazione del profilo delle righe spettrali dal centro al lembo del Sole, 1950-1953.
- Sulle soluzioni dell’equazione generale del potenziale newtoniano di una sfera fluida in equilibrio, 1953
- Sulla distribuzione di equilibrio della materia gassosa negli ammassi globulari, 1954.
- Sulla stabilità degli ammassi globulari nella più generale ipotesi della distribuzione sferica della loro densità, 1956.
- Osservazioni dell’eclissi totale di Sole del 15 febbraio 1961: risultati generali, 1961.
- The Rome astronomical observatory, 1964.
- Solar physics at the astronomical observatory of Rome, 1967.
- An instrument to measure solar magnetic fields by an atomic-beam method, 1968.
- A sharp band resonance absorption filter, 1968.
- Il Museo astronomico e copernicano dell'Osservatorio astronomico di Roma, 1973.
- Lezioni di astronomia. Il sole: energia solare, spettro continuo e spettro di Fraunhofer, 1974.
- L’astronomia araba e la sua diffusione, 1971.
- L’opera astronomica di Niccolò Copernico, 1975.
- Il “Dialogo sui due massimi sistemi” di Galilei e il “De rivolutionibus orbium coelestium” di Copernico, 1983.

### Onorificenze
- Ordine di Leopoldo II del Belgio, per il contributo dato alla stazione astronomica italo-belga durante l'anno geofisico internazionale (1957-1958).
- Ordine della Stella Polare del Re di Svezia, per la cooperazione data, come Direttore dell'Osservatorio Astronomico di Napoli, alla fondazione della Stazione Solare Svedese nell'isola di Capri.
- Medaglia al merito della Repubblica Popolare di Polonia, per la promozione e organizzazione delle manifestazioni per il V centenario della nascita di Niccolò Copernico.

### Riconoscimenti
- Roma. Passeggiata Massimo Cimino, un sentiero che si imbocca da Via Trionfale, ai piedi dell'Osservatorio Astronomico di Monte Mario.
- Roma. Aula Magna dell'Osservatorio Astronomico di Monte Mario intitolata a Massimo Cimino.
- Lamezia Terme. Aeroporto intitolato a Massimo Cimino.
- Lamezia Terme. Giardino Botanico in località Dosso Comuni intitolato a Massimo Cimino.